# Ayumi Kaihori
Ayumi Kaihori (海堀 あゆみ, Kaihori Ayumi, Nagaokakyo, 4 september 1986) is een Japans voormalig voetbalster.

## Carrière

### Clubcarrière
Kaihori begon haar carrière in 2004 bij Speranza FC Takatsuki. Ze tekende in 2008 bij INAC Kobe Leonessa. Met deze club werd zij in 2011, 2012 en 2013 kampioen van Japan. In 2015 beëindigde zij haar carrière als voetbalster.

### Interlandcarrière
Kaihori maakte op 31 mei 2008 haar debuut in het Japans vrouwenvoetbalelftal tijdens een wedstrijd om het Aziatisch kampioenschap 2008 tegen Chinees Taipei. Zij nam met het Japans elftal deel aan de Olympische Zomerspelen in 2008, maar zij kwam tijdens dit toernooi niet zelf in actie. Zij nam met het Japans vrouwenvoetbalelftal deel aan de wereldkampioenschappen vrouwenvoetbal in 2011. Daar stond zij in alle zes de wedstrijden van Japan opgesteld en Japan behaalde goud op de wereldkampioenschappen. Zij nam met het Japans elftal deel aan de Olympische Zomerspelen in 2012. Daar stond zij in een wedstrijd van Japan opgesteld en Japan behaalde zilver op de Spelen. Zij nam met het Japans elftal deel aan de wereldkampioenschappen vrouwenvoetbal in 2015. Daar stond zij in vijf wedstrijden van Japan opgesteld en Japan behaalde zilver op de wereldkampioenschappen. Ze heeft 53 interlands voor het Japanse vrouwenelftal gespeeld.

## Statistieken
| Japans vrouwenvoetbalelftal | Japans vrouwenvoetbalelftal | Japans vrouwenvoetbalelftal |
| Jaar                        | Wed.                        | Dlp.                        |
| --------------------------- | --------------------------- | --------------------------- |
| 2008                        | 3                           | 0                           |
| 2009                        | 3                           | 0                           |
| 2010                        | 7                           | 0                           |
| 2011                        | 14                          | 0                           |
| 2012                        | 7                           | 0                           |
| 2013                        | 6                           | 0                           |
| 2014                        | 6                           | 0                           |
| 2015                        | 7                           | 0                           |
| Totaal                      | 53                          | 0                           |